# Evangelische Kirche (Eschelbronn)

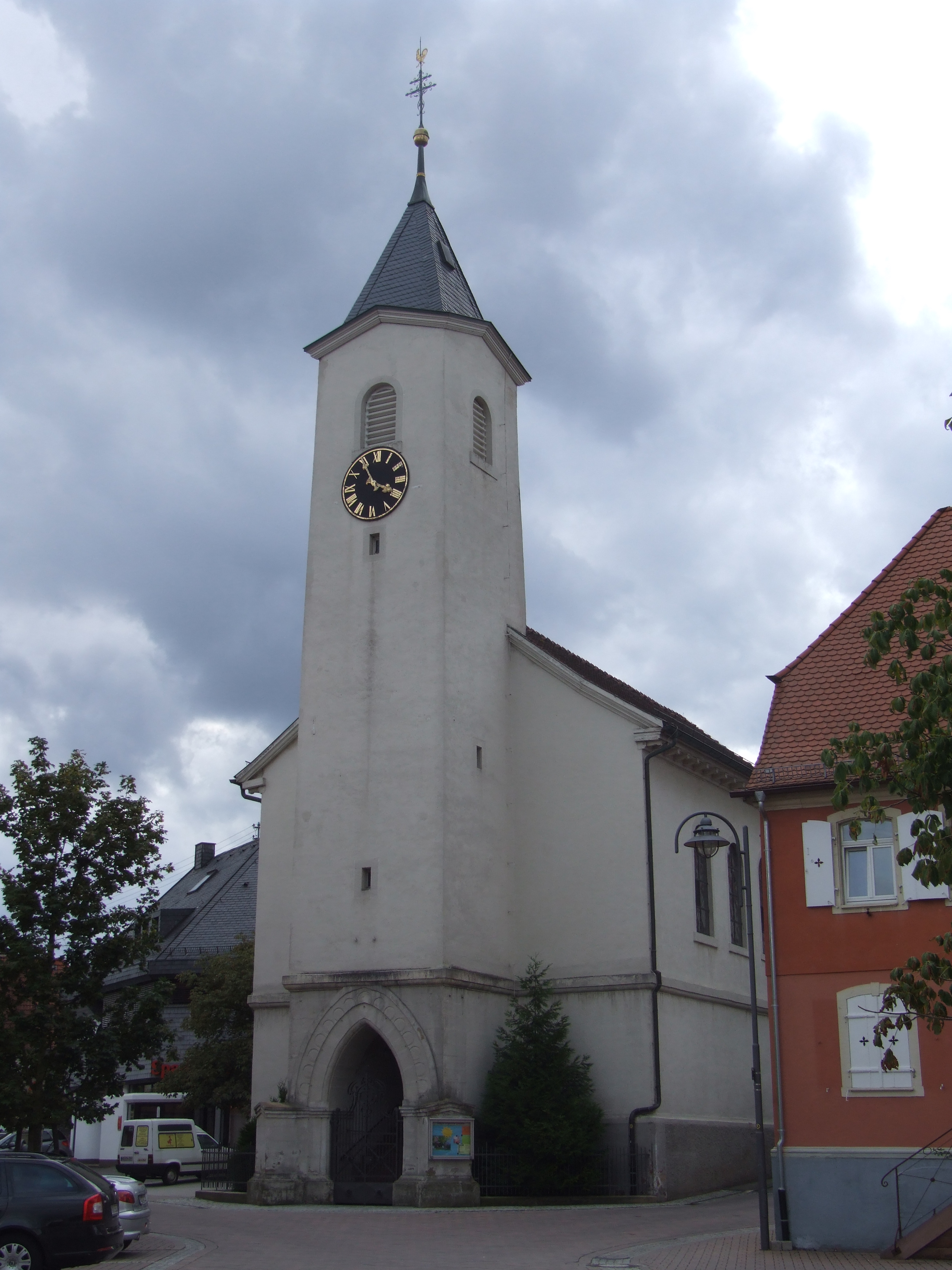
Evangelische Kirche Eschelbronn

Die Evangelische Kirche der einst überwiegend protestantisch geprägten Gemeinde Eschelbronn im Rhein-Neckar-Kreis (Baden-Württemberg) befindet sich am Marktplatz des Ortes und steht heute unter Denkmalschutz. Sie wurde im frühen 19. Jahrhundert an der Stelle der alten Eschelbronner Kirche erbaut. Wie auch die Evangelische Kirche Neidenstein gehört sie der Evangelischen Kirchengemeinde Eschelbronn-Neidenstein an.

## Geschichte
Die Evangelische Kirche wurde von 1810 bis 1811 oder 1813 direkt neben dem 1782 errichteten Pfarrhaus nach Plänen des Schwetzinger Baumeisters Georg Frommel im klassizistischen Weinbrenner-Stil erbaut. Die Kosten betrugen 10.000 Gulden. Beim Bau wurden Teile des Turms der alten Eschelbronner Kirche verwendet.

### Rechtsstreit um Baukosten

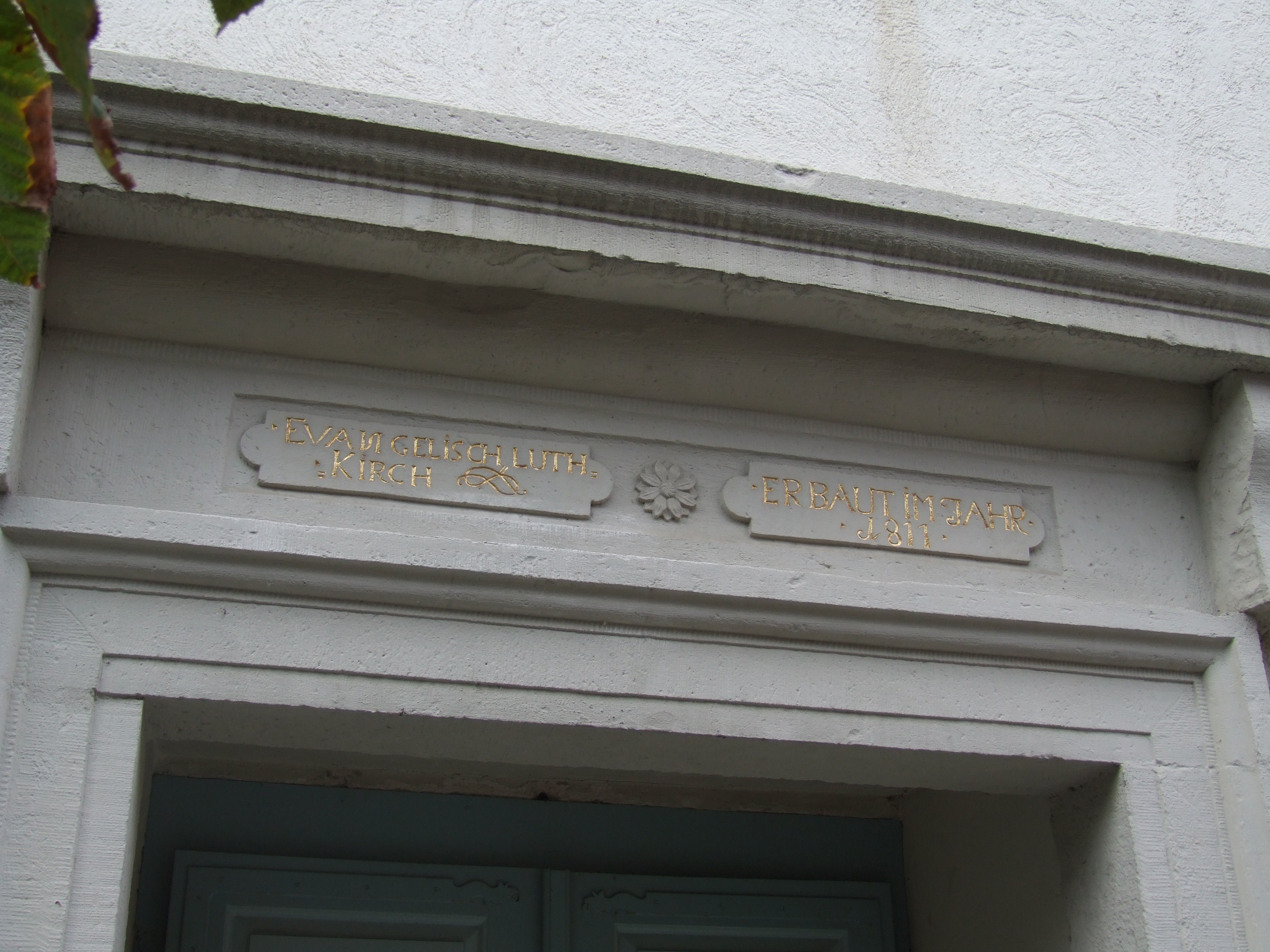
Die Inschrift über dem Seiteneingang verweist auf das Baujahr der Kirche

Am 26. Februar 1800 richteten 78 Bürger eine Eingabe an Freifrau Henriette von Venningen mit der Bitte die mittlerweile marode 1575 durch die Herren von Seckendorf und von Bauz erbaute lutherische Kirche durch einen Neubau zu ersetzen. Die Baufälligkeit des alten Gebäudes wurde am 16. April 1801 von dem Bauinspektor Köster bestätigt. Laut Gemeinde oblag die Bau- und Unterhaltspflicht der Freifrau. Diese gab jedoch an, dass die Kosten von der Kirchengemeinde zu übernehmen seien und verlangte in einem Schreiben vom 11. Juni 1801 Gründe und Beweise für die Bauschuldigkeit. Verhandlungen zwischen der Freifrau und dem kurfürstlichen Konsistorium waren ebenfalls erfolglos, woraufhin die Kirchengemeinde nach Absprache mit dem Konsistorium den „großen Zehnten mit Arrest“ einbehielt. Folgend erhob von Venningen Klage vor dem Reichskammergericht in Wetzlar. Um bereits vor dem Gerichtsurteil mit dem Bau beginnen zu können, sollte die Kirchengemeinde eine Kaution von 10.000 Gulden leisten, für den Fall, dass diese den Prozess verlieren sollte. Unter Zustimmung auch der verhältnismäßig kleinen Anzahl der reformierten und katholischen Einwohner wurden hierzu die Gemeindeliegenschaften verpfändet.
Die alte Kirche wurde auf Grund ihres maroden Zustandes im Jahr 1805 geschlossen und 1807 abgerissen. Das Amt Dilsberg hatte deren Schließung bereits im Jahr 1803 angeordnet. Der Gottesdienst wurde daraufhin in das Eschelbronner Rathaus verlegt.
Die Zuständigkeit für den Rechtsstreit ging nach dem Ende des Heiligen Römischen Reiches Deutscher Nation an das Großherzogliche badische Hofgericht in Mannheim über, da Eschelbronn fortan nicht mehr der Kurpfalz, sondern Baden angehörte. Das Hofgericht entschied in einem Urteil vom 3. Februar 1808 zu Gunsten der Kirchengemeinde, worauf Freifrau von Venningen in Revision ging. Diese wurde am 1. September des gleichen Jahres abgelehnt.
Ein weiterer Prozess wurde wegen der 1815 beschafften Kirchenstühle geführt, den die Freifrau von Venningen ebenfalls verlor.

### Erneuerung von Orgeln und Glocken im 19. Jahrhundert
In den 1810er Jahren wurde eine neue Orgel mit zwölf Registern angeschafft. Sie musste 1831 durch den Orgelbauer Wilhelm Friedrich Overmann aus Heidelberg für 70 Gulden repariert werden. 1832 wurde durch den Ludwigsburger Glockengießer Louis Neubert eine acht Zentner schwere Glocke für 234 Gulden umgegossen. Ebenso im Jahr 1863 zum gleichen Preis eine Glocke mit einem Gewicht von fünf Zentnern. Im Jahr 1898 wurde erneut in eine neue Orgel investiert.

### Renovierungsarbeiten 1906

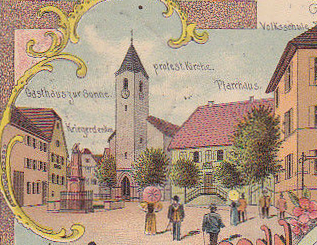
Die Kirche auf einer Postkartenzeichnung von vor 1900

Im Jahr 1875 wurde die Kirche durch zwei Hagelschläge beschädigt. 1906 wurden umfangreiche Renovierungsarbeiten durchgeführt, weswegen die Gottesdienste ab dem 1. Juli im Freien stattfanden. Dabei wurden unter anderem die Fenster erneuert, die Bänke ausgearbeitet, ein Terrazzo-Boden verlegt und der Altar erneuert. 1150 Mark wurden in eine neue Turmuhr der Buerer Firma Edmund Korfhage und Söhne investiert und das Schlagwerk mit den Kirchenglocken verbunden. Die Renovierungsarbeiten verursachten Kosten in Höhe von insgesamt 18.500 Mark. Davon wurden 10.500 Mark durch die örtliche Kirchensteuer aufgebracht und 8000 Mark aus Überschüssen des Kirchenfonds bezahlt.
Altar und Kanzelbekleidung wurden in der Kunststickereischule des Badischen Frauenvereins hergestellt und von Großherzogin Luise von Baden gestiftet. Die renovierte Kirche wurde nach einer Verzögerung am 2. Dezember 1906 eingeweiht.
Die Jahreszahl der Renovierungsarbeiten ist heute noch in dem schmiedeeisernen Tor des Kirchenportals eingearbeitet.

### Erster Weltkrieg

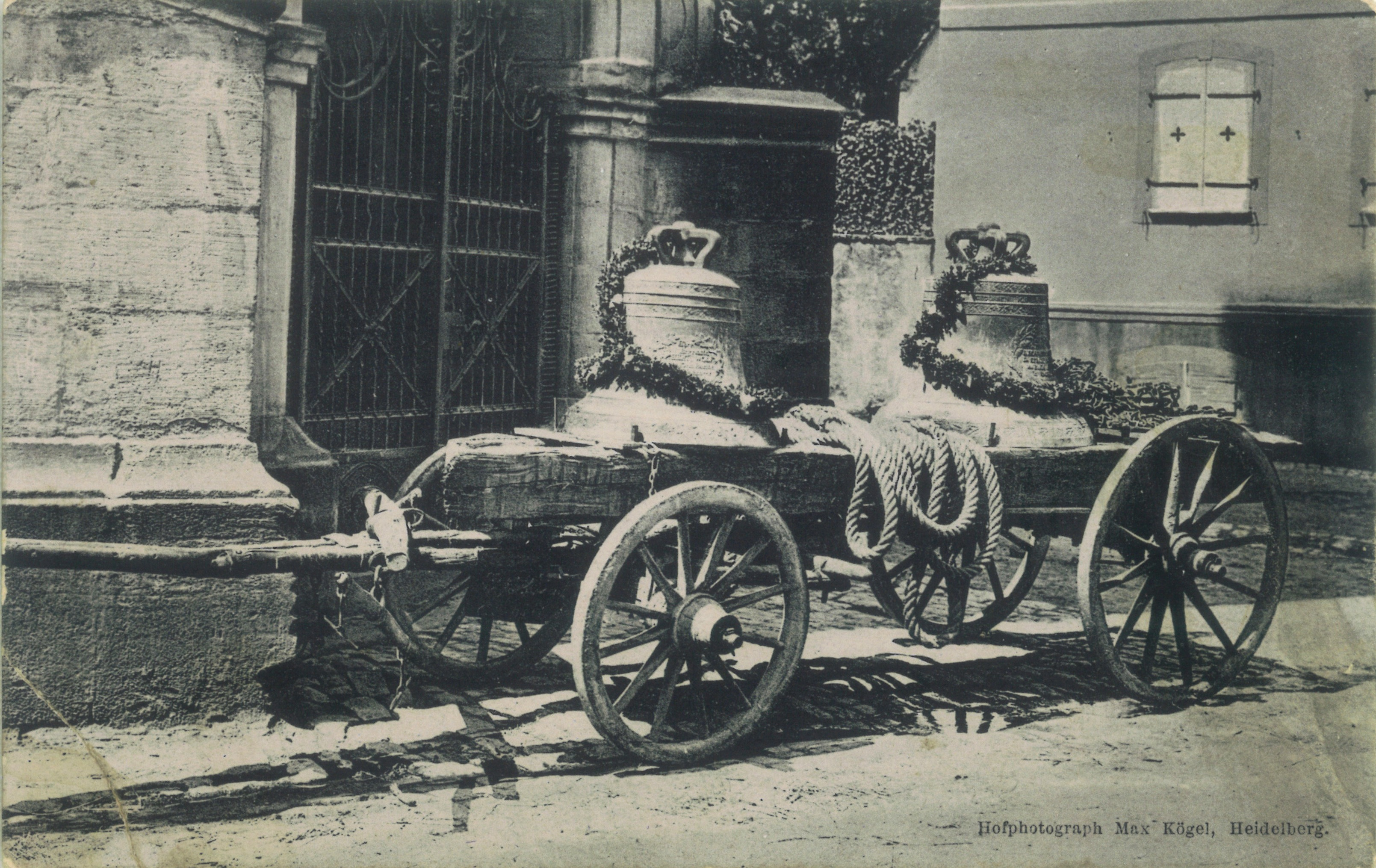
Die Glocken aus den Jahren 1833 und 1863 werden zur Einschmelzung für die Kriegsrüstung abgegeben.

Während des Ersten Weltkriegs war Leopold Cordier evangelischer Pfarrer der Gemeinde Eschelbronn. Er veröffentlichte das Mitteilungsblatt den Heimatboten und gedenkte darin den gefallenen Gemeindemitgliedern. In der Kirche erinnert heute noch eine Gedenktafel an die Gefallenen. Die Glocken der Kirche mussten im Jahr 1917 zur Einschmelzung für die Kriegsrüstung abgegeben werden und wurden am 13. September 1921 wieder ersetzt. Die feierliche Abgabe wurde von dem Hoffotografen „Ihrer Majestät der Königin von Schweden und Norwegen“ Max Kögel aus Heidelberg dokumentiert.

### Übereignung an die Kirchengemeinde
Von 1925 bis 1952 war Arthur Friedrich Beck zuständiger Pfarrer für Eschelbronn und Neidenstein. Während seiner Amtszeit wurde die Kirche 1929 unentgeltlich von der Ortsgemeinde an die Kirchengemeinde übereignet und die Frage der Baulast damit endgültig geklärt. Nach weiteren Vereinbarungen übernahm die Ortsgemeinde die Kosten für das 11-Uhr-Läuten und bekam im Gegenzug das Recht die Glocke bei Ereignissen wie Feueralarm, Hochwasser, Kriegsgefahr und vaterländischen Festen zu nutzen.

### Zweiter Weltkrieg und Nachkriegszeit
Im Zweiten Weltkrieg mussten zwei der drei 1921 beschafften Kirchturmglocken zur Produktion von Kanonen und Granaten abgegeben werden. Am 15. September 1949 wurden, begleitet von einem Festzug, die neuen Glocken der Firma Gebrüder Rincker eingeholt und am 30. Oktober des gleichen Jahres von dem Oberkirchenrat Dürr aus Karlsruhe geweiht. Sie tragen die gleichen Inschriften wie bereits die vorherigen Modelle (siehe unten).
Mit dem Zuzug vertriebener Kriegsflüchtlinge erhöhte sich nach 1945 auch die Anzahl der Katholiken, die zunächst die Gottesdienste in der Evangelischen Kirche in Neidenstein besuchten, da derzeit noch kein katholisches Gotteshaus existierte. Durch eine Anfrage des Pfarrverwesers Josef Anton Maier aus Waibstadt wurde am 23. September 1946 auf einer außerordentlichen Sitzung des Kirchengeeinderates beschlossen, dass zukünftig auch die katholischen Messen in der Evangelischen Kirche in Eschelbronn abgehalten werden sollten. Am 30. November des gleichen Jahres wurde der Beschluss auch von dem Evangelischen Oberkirchenrat in Karlsruhe genehmigt. Die Begleichung der Nutzungkosten wurde am 1. Juli 1949 zwischen der evangelischen Kirchengemeinde und dem Stadtpfarramt Waibstadt vertraglich geregelt. Die katholischen Gottesdienste fanden bis zur Weihe der St.-Josef-Kirche im Jahr 1958 in der evangelischen Kirche statt.

### Weitere Modernisierungsmaßnahmen

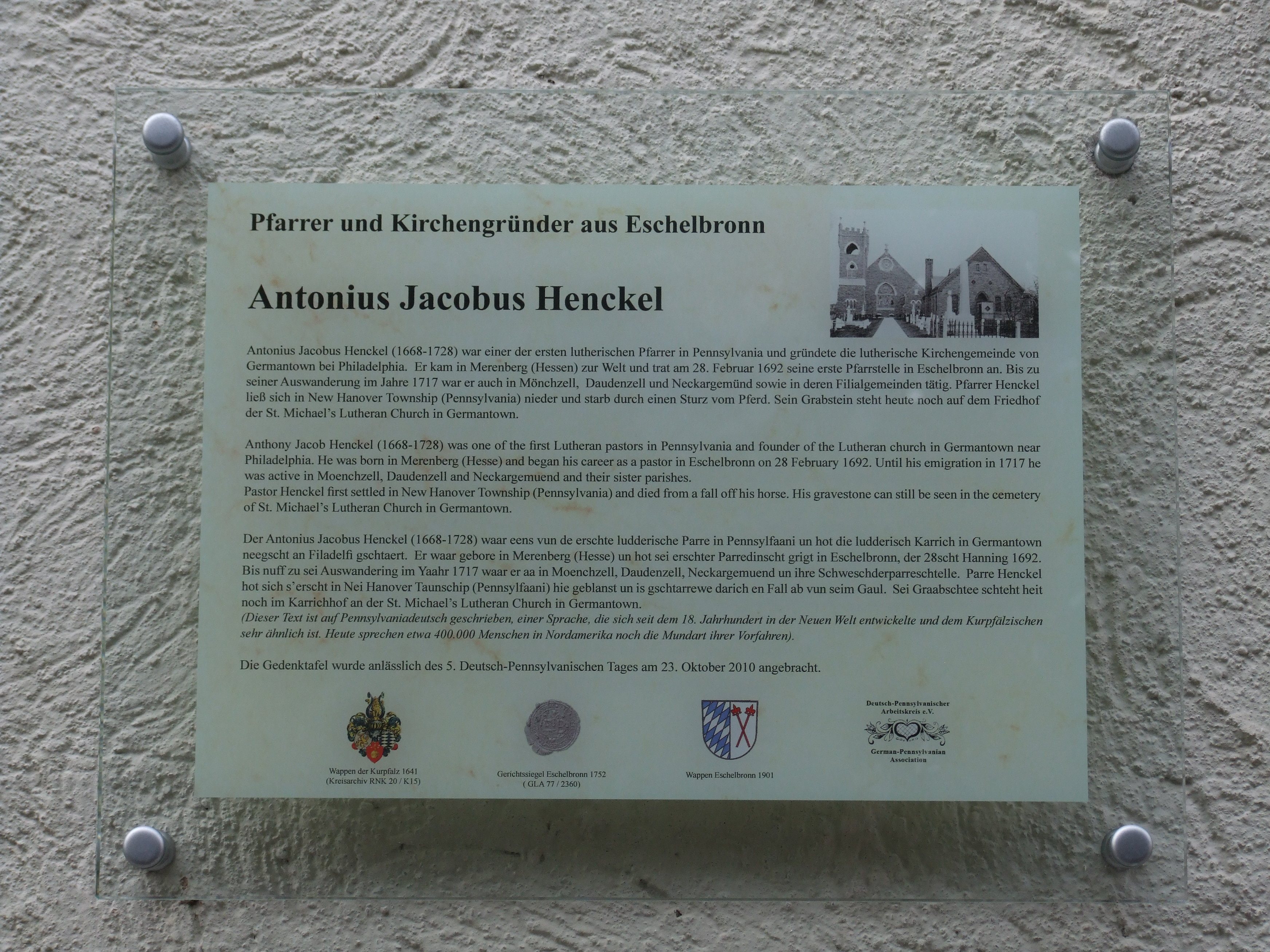
Gedenktafel Antonius Jacobus Henckel

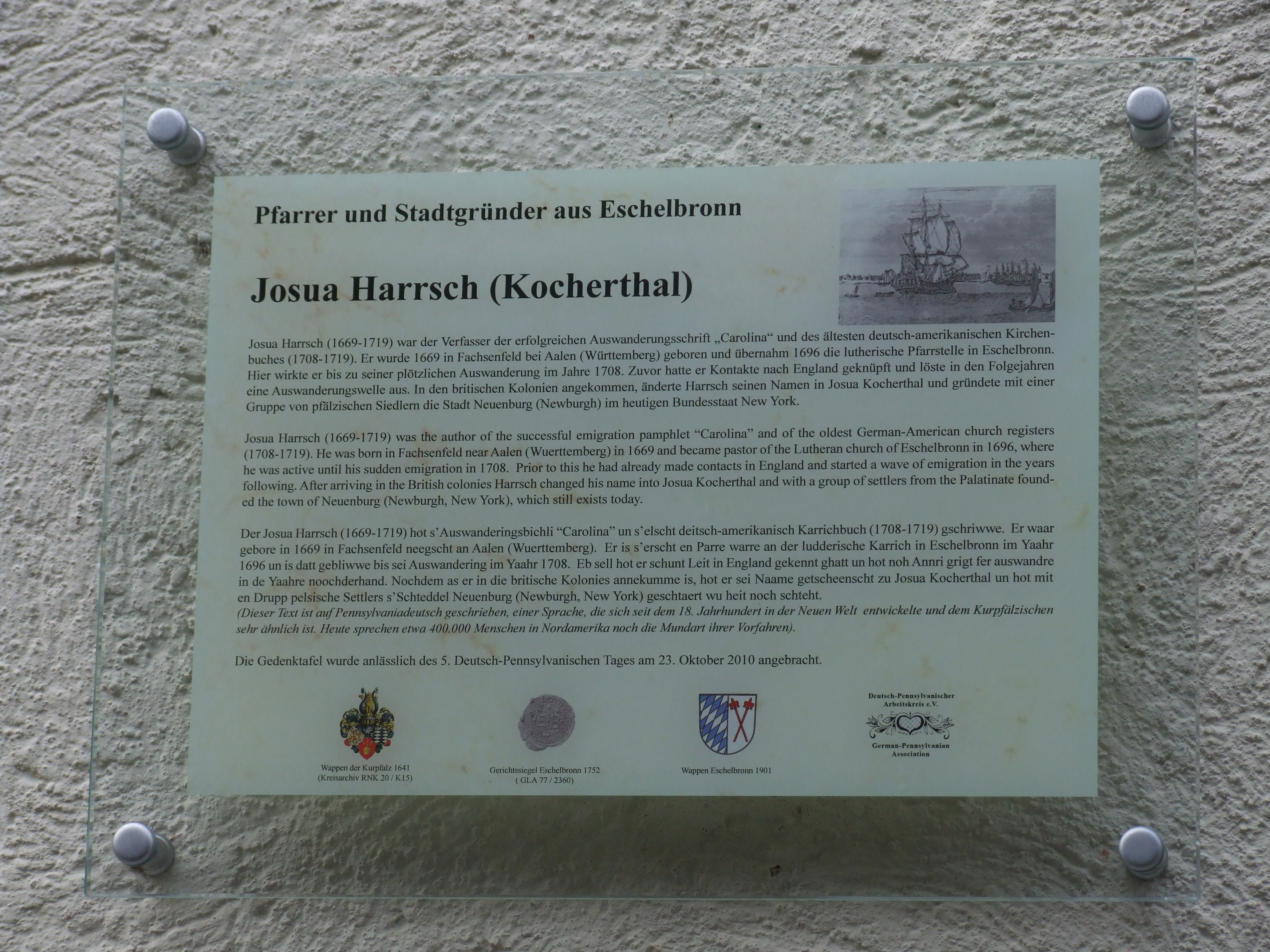
Gedenktafel Josua Harrsch

1949 wurden kleine Renovierungsarbeiten an der Kirche durchgeführt und am 4. September mit einem Festgottesdienst abgeschlossen. 1958 bekam sie durch Beschluss des Kirchengemeinderats eine elektrische Läutanlage mit einem Anschaffungswert von 3090 D-Mark. Zuvor wurden die Glocken unter Aufsicht des Kirchendieners manuell von Schülern geläutet.
Von Juni 1974 bis zum 16. März 1975 wurden unter Berücksichtigung der Denkmalschutzbestimmungen durch den Heidelberger Architekten Hermann Fischer-Barnikol die Heizkanäle verlegt und der Fußboden mit Natursteinplatten belegt, sowie die Sitzbänke, der Altar, das Taufbecken und die Kanzel ersetzt und die Jugendempore entfernt. Der Innenraum wurde in den Farben Hellblau und Ocker gehalten. Von einem Gemeindemitglied wurde das schmiedeeiserne Altarkreuz mit Goldeinlage gestiftet, von den Konfirmanden die Leuchter. Nach dem Ausbau bot die Kirche Platz für 350 Personen. Die Kosten für die Renovierung betrugen 164.000 D-Mark. Davon wurden jeweils 33.000 Mark von der Kirchengemeinde und der Landeskirche übernommen und 98.000 Mark durch ein Darlehen der Landeskirche finanziert.
1976 wurde die bisherige Orgel durch das heutige Modell ersetzt. Die neue Orgel wurde am 10. Februar des gleichen Jahres im Rahmen eines Festgottesdienstes erstmals eingesetzt und von dem Landesbischof Hans Heidland geweiht.
Bei einer Außenrenovierung in den Jahren 1982–1985 wurde das Gebälk des Turms erneuert und die Dächer neu gedeckt. Der Hahn auf der Kirchturmspitze wurde wegen mehrerer Durchschüsse ausgewechselt und eine behindertengerechte Rampe an der Südtür gebaut. Das Denkmalamt forderte auch die Fensterumrahmungen mit der gleichen für den Weinbrennerstil typischen grauen Mineral-Farbe zu streichen. Die Kosten betrugen insgesamt 220.000 Mark.
Im Rahmen dieser Renovierungsarbeiten wurde 1984 auf der Füllung der Türe am südlichen Seiteneingang folgende Inschrift entdeckt:

„Gottlieb Grünn aus Ludwigsburg Schreiner Gesel hadt die Arbeit an der Kirch gemacht 1913“.
23. Oktober 2010 wurden zum 5. Deutsch-Pennsylvanischen Tag, der in diesem Jahr in Eschelbronn stattfand, an der Außenwand der Kirche je eine neu angebrachte Gedenktafel für die Pfarrer Antonius Jacobus Henckel und Josua Harrsch enthüllt.

## Ausstattung

### Orgel
Die Kirche verfügt über eine Schleifladenorgel der Firma G. F. Steinmeyer & Co. aus dem Jahr 1976 mit mechanischer Traktur, zwei Manualen und 19 Registern. Diese sind wie folgt disponiert:
| I Hauptwerk C–g3 |                |
| Prinzipal        | 8′             |
| Holzgedeckt      | 8′             |
| Oktave           | 4′             |
| Gemshorn         | 2′             |
| Terzian 2 fach   | 1 3⁄5′ + 1 ⁄3′ |
| Mixtur 4 fach    | 1 ⁄3′          |

| II Oberwerk C–g3 |      |
| Spitzflöte       | 8′   |
| Flötenprinzipal  | 4′   |
| Kleingedeckt     | 4′   |
| Oktave           | 2′   |
| Scharf 3-4 fach  | 2⁄3′ |

| Pedal C–f1 |     |
| Subbaß     | 16′ |
| Oktavbaß   | 8′  |
| Violflöte  | 8′  |
| Choralbaß  | 4′  |

- Koppeln: II/I, I/P, II/P

### Glocken
| Gewicht | Anschaffung        | Ton | Inschrift                                                                        |
| 481 kg  | 15. September 1949 | a'  | „Glocke des Glaubens.“ „Unser Glaube ist der Sieg, der die Welt überwunden hat.“ |
| 280 kg  | 15. September 1949 | c"  | „Glocke der Liebe.“ „Die Liebe höret nimmer auf.“                                |
| 175 kg  | 13. September 1921 | d"  | „Glocke der Hoffnung.“ „Gott ist meine Hoffnung von meiner Jugend an.“           |

## Sonstiges
Das Cover des Buches Dorfgeschichten von Marliese Echner-Klingmann zeigt eine Zeichnung der Kirche.